# 巴拉甘斯克区
巴拉甘斯克区（俄语：Балаганский район）是俄罗斯联邦伊尔库茨克州下辖的一个区，其行政中心为巴拉甘斯克。据2016年统计，该区的人口为8690人。